# François Arveuf
François Arveuf (także: Franciszek Arveuf, ur. ok. 1850 w Paryżu, zm. 1902 w Warszawie) – francuski architekt czynny w Polsce.

## Życiorys
Urodził się jako Alexandre Jean Alexis Fransquin; był nieślubnym dzieckiem architekta Jeana Jacquesa Nicolasa Arveufa. Ukończył studia architektury na École nationale supérieure des beaux-arts w Paryżu. Na zaproszenie braci-śpiewaków operowych Jana i Edwarda Reszke przybył w roku 1896 do Warszawy i osiadł tam na stałe. 
Projektował głównie rezydencje arystokratyczne w Warszawie oraz na Mazowszu i Wołyniu. Tworzył głównie w stylach historycznych: neorenesansie i francuskim neobaroku, nawiązujących do zamków nad Loarą. 

## Dzieła (wybór)
- Pałac w Jadwisinie, 1896–1898,
- Przebudowa pałacu Sanguszków-Potockich w Antoninach, 1897,
- Pałacyk Klubu Warszawskiego Towarzystwa Myśliwskiego (z oficyną) w Warszawie, ul. Kredytowa 7, 1897–1898,
- Pałac Mieczysława Epsteina w Teresinie, 1899,
- Przebudowa Pałacu w Kozienicach, 1896–1900,
- Pałac Rzyszczewskiego (Rzyszczewskich) w Warszawie, ul. Chopina 2, 1899–1902 (nie istnieje, na jego miejscu znajduje się Ambasada Węgier w Polsce)
- Pawilon pałacu w Spale,
- Oficyna w pałacu Łubieńskich przy ul. Mazowieckiej 5.
- Dwór Reszków w Garnku (nie istnieje)

## Dzieła

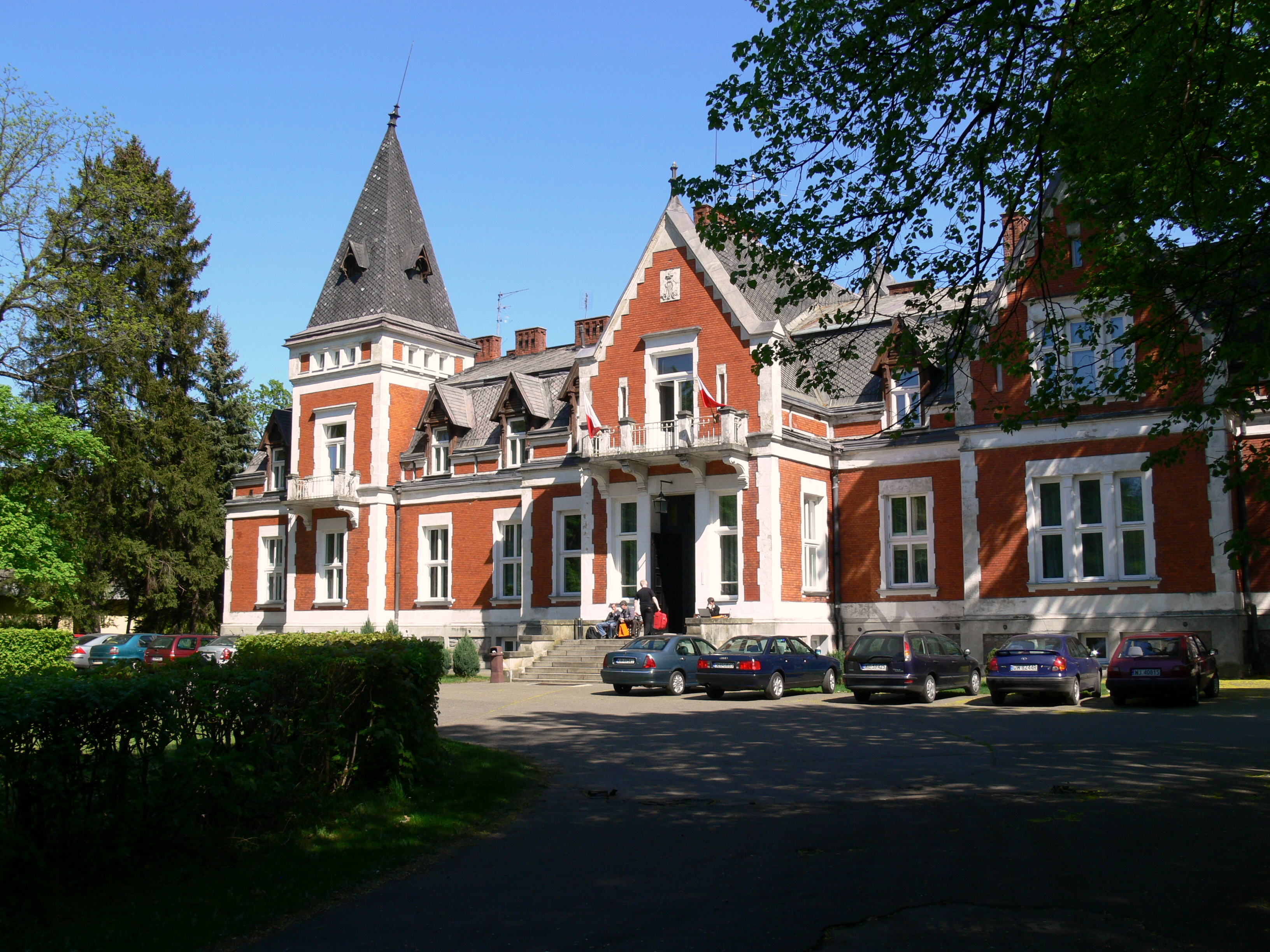
Pałac w Jadwisinie
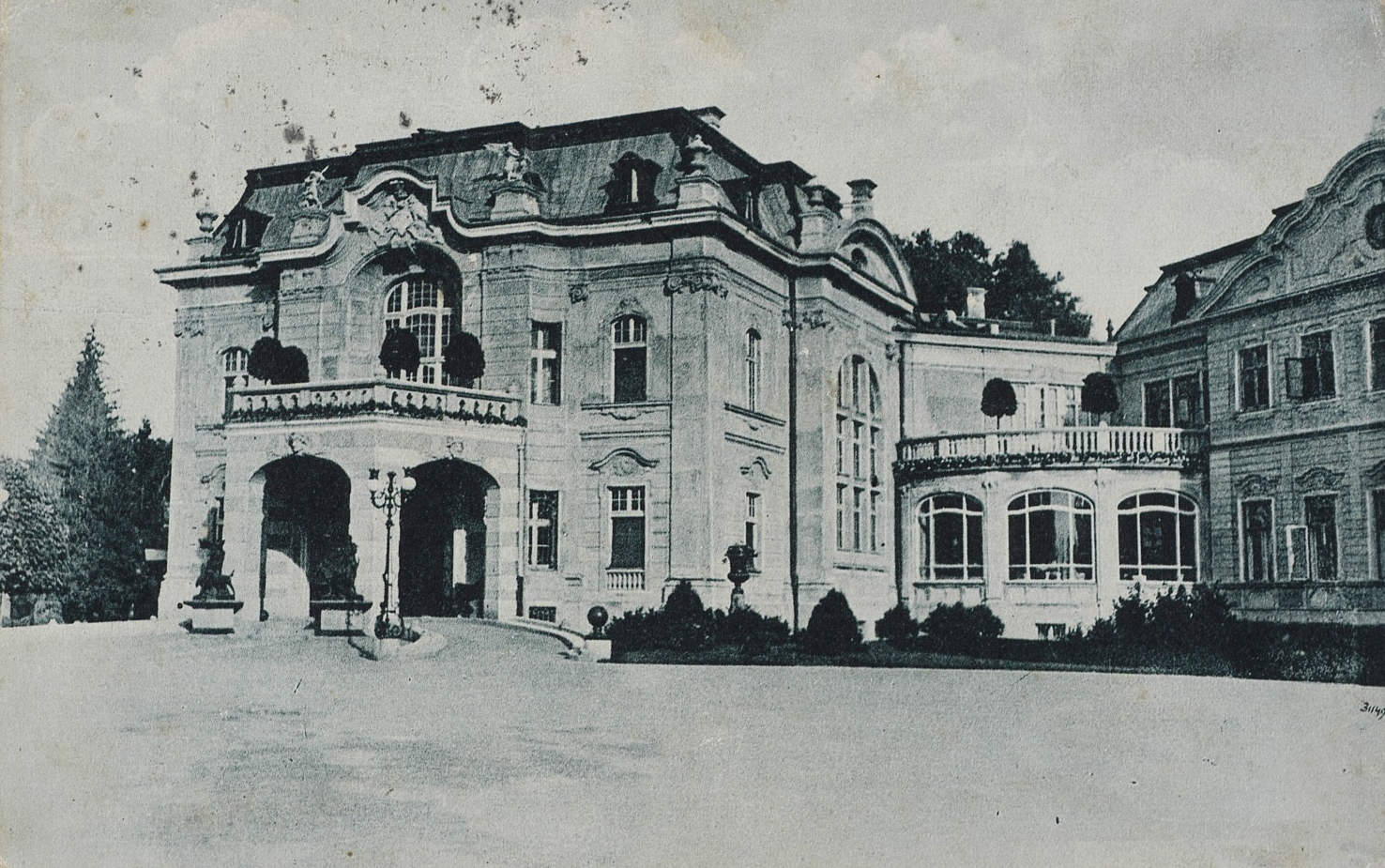
Pałac w Antoninach
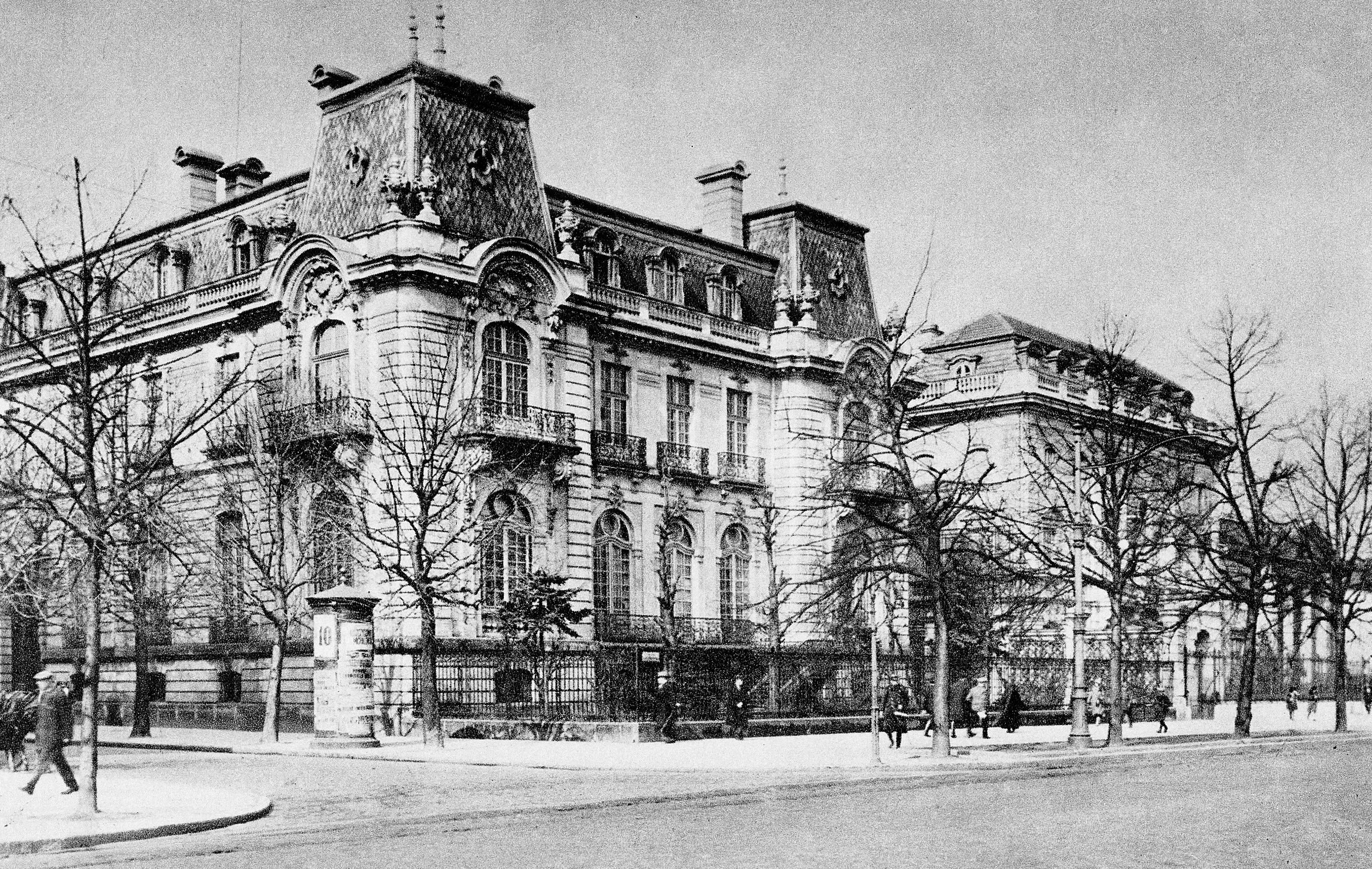
Pałac Rzyszczewskich w Warszawie
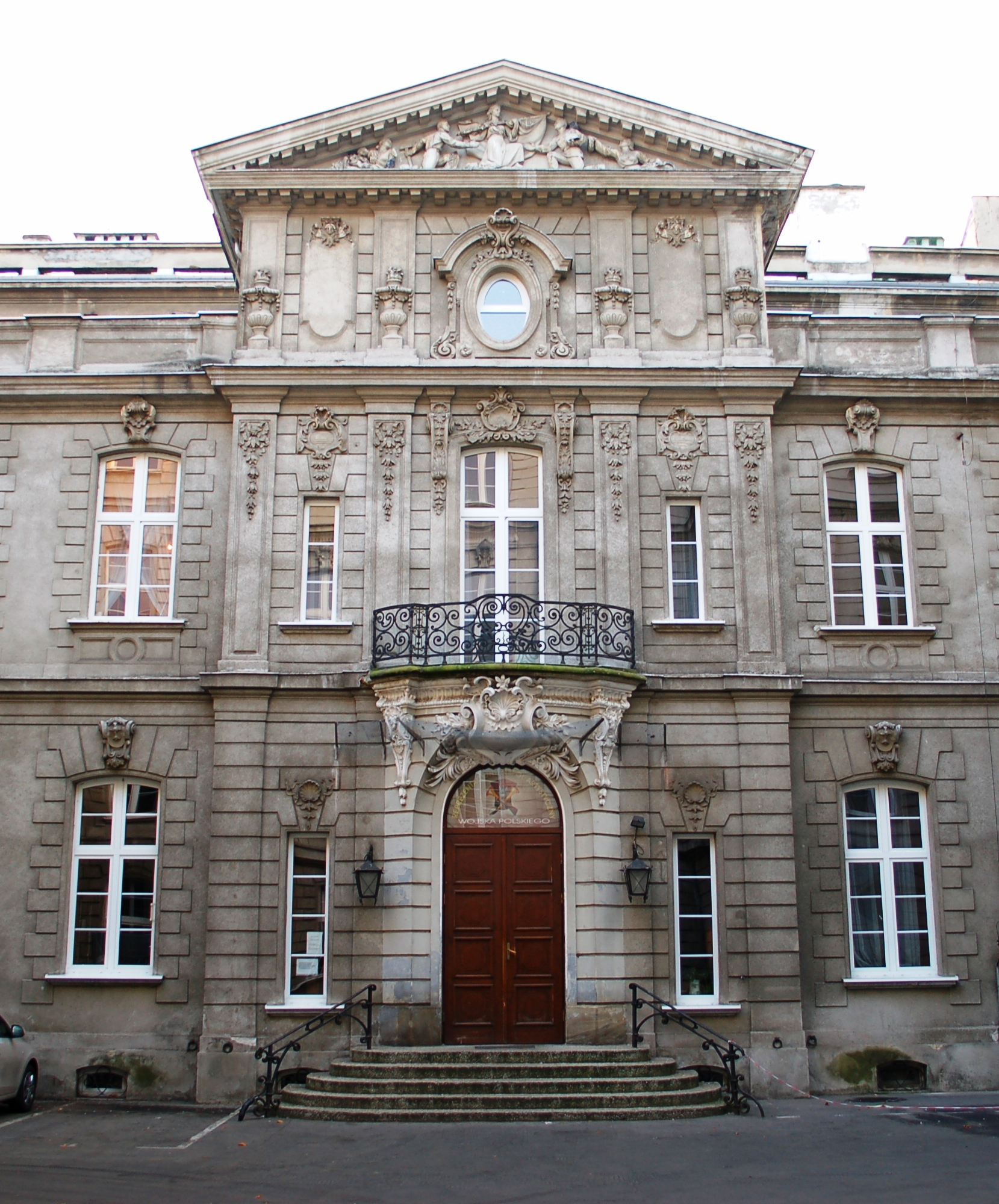
Pałacyk Klubu Warszawskiego Towarzystwa Myśliwskiego w Warszawie
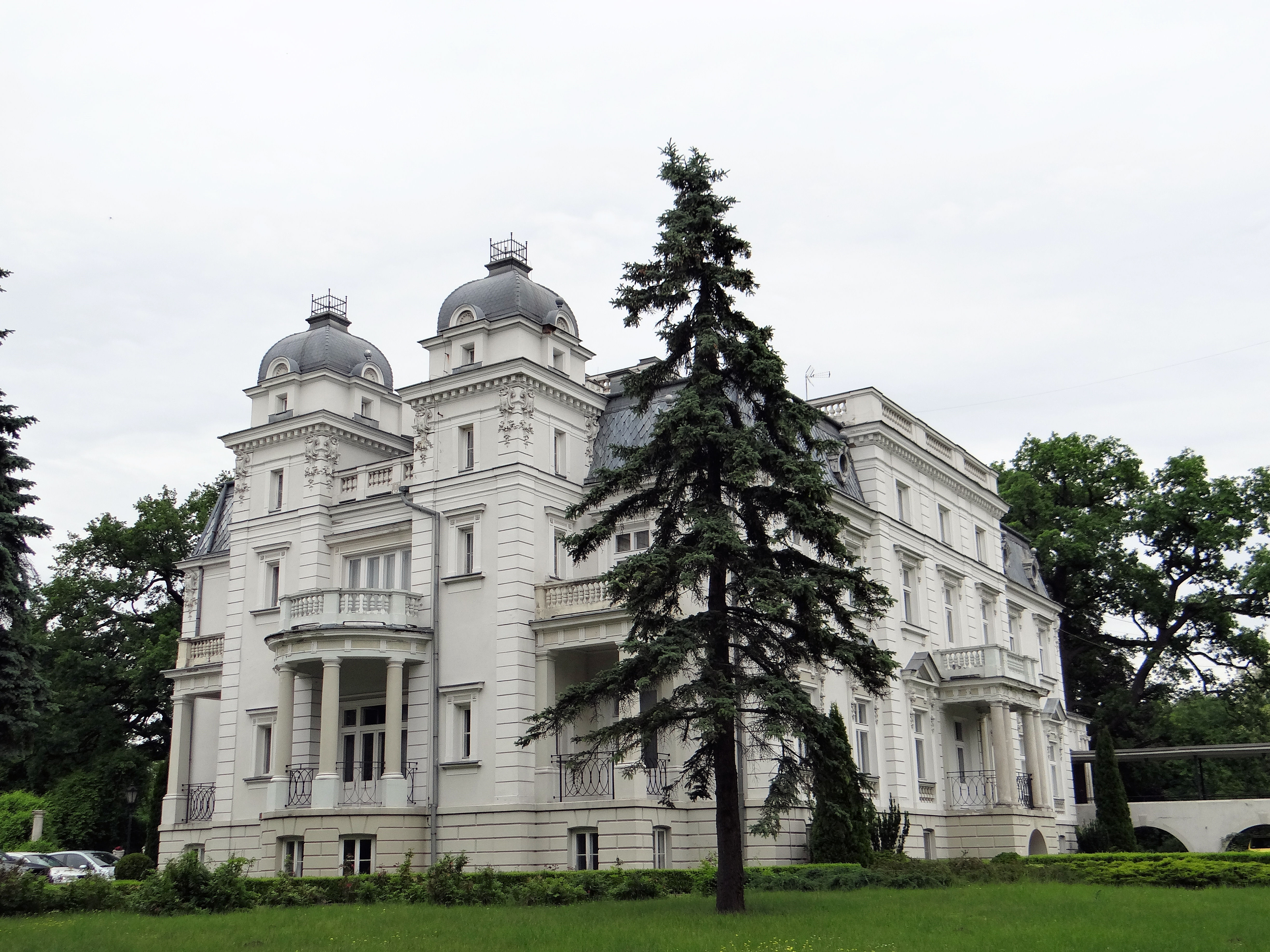
Pałac w Teresinie
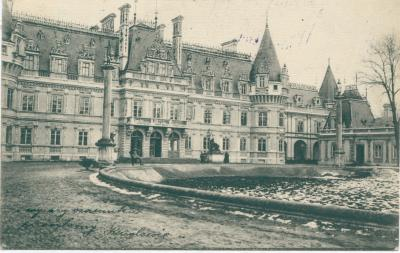
Pałac w Kozienicach
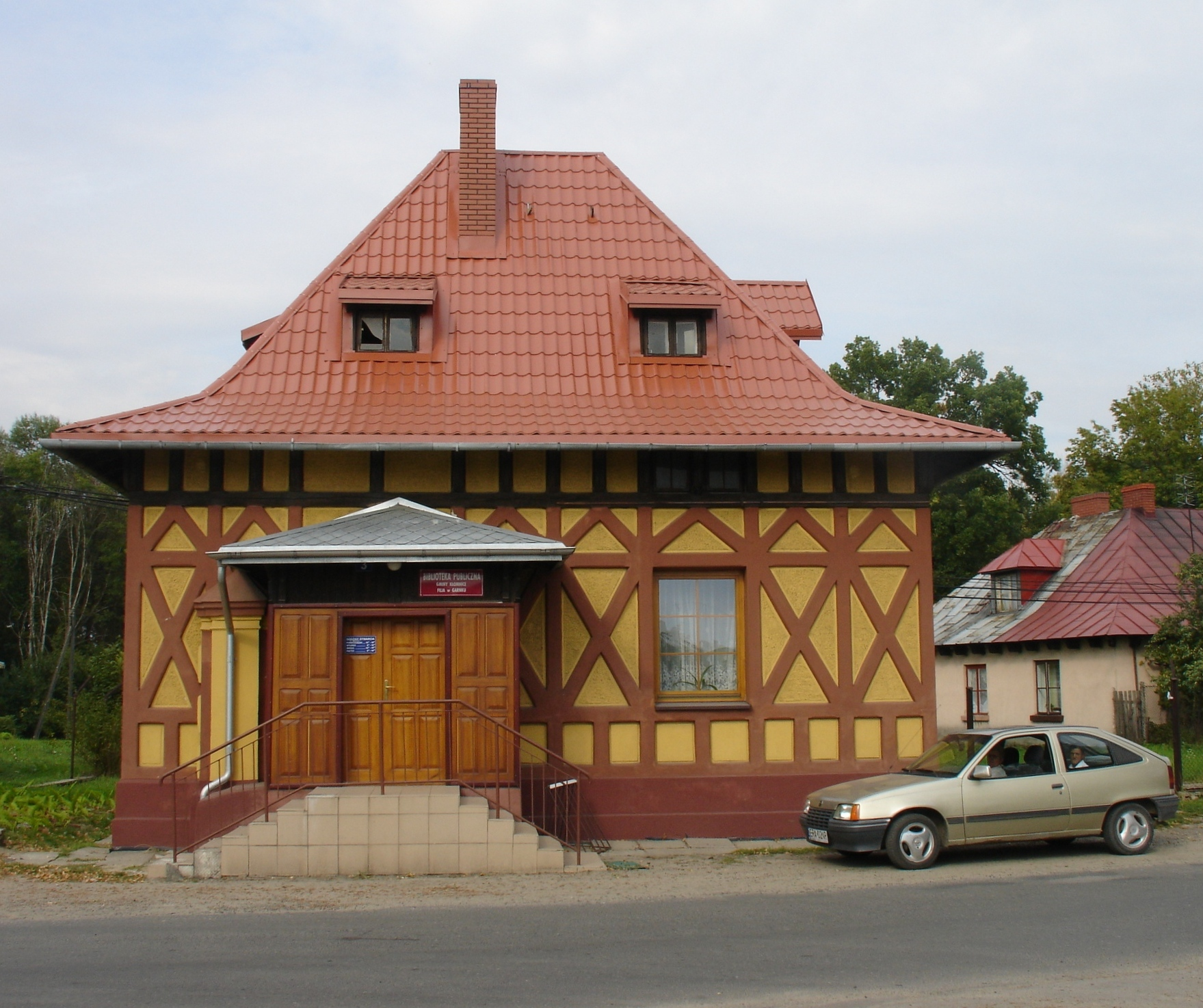
Dawna stróżówka w Garnku